# Hostiw
Hostiw (ukrainisch Гостів; russisch Гостев Gostew, polnisch Hostów) ist ein Dorf in der westukrainischen Oblast Iwano-Frankiwsk mit etwa 1000 Einwohnern.
Am 12. Juni 2020 wurde das Dorf ein Teil neu gegründeten Stadtgemeinde Tlumatsch im Rajon Iwano-Frankiwsk; bis dahin bildete es die Landratsgemeinde Hostiw (Гостівська сільська рада/Hostiwska silska rada) im Rajon Tlumatsch.

## Geschichte
Der Ort wurde im Jahre 1445 als Hoscow erstmals urkundlich erwähnt. Er gehörte zunächst zur Woiwodschaft Ruthenien der Adelsrepublik Polen-Litauen. Bei der Ersten Teilung Polens kam er 1772 zum neuen Königreich Galizien und Lodomerien des habsburgischen Kaiserreichs (ab 1804).

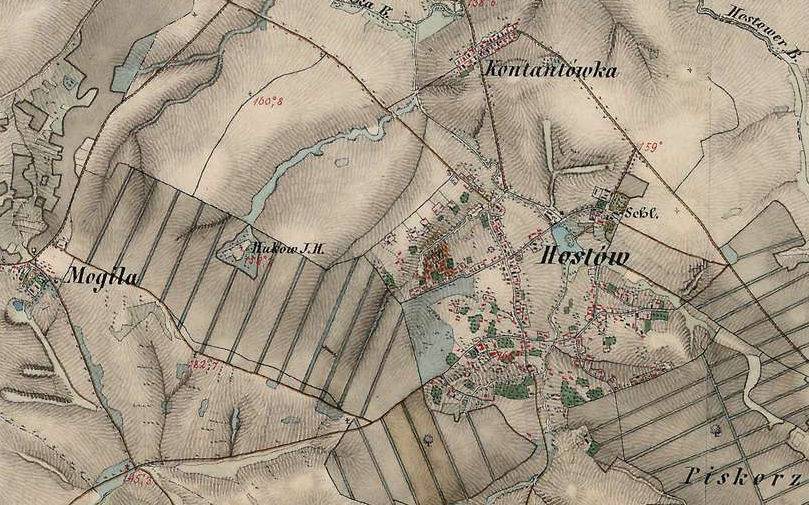
Hostów mit Konstantynówka und Mogiła auf der Franziszeischen Landesaufnahme um die Mitte des 19. Jahrhunderts

Im 19. Jahrhundert entstanden in der Umgebung des Dorfes zwei deutsche evangelische Kolonien: Konstantynówka (im Norden) und Mogiła (im Osten, hinter dem Wald Huk), die eine unabhängige Gemeinde Konstantynówka wurden.
Im Jahre 1900 hatte die Gemeinde Hostów 333 Häuser mit 1983 Einwohnern, davon waren 1227 Ruthenischsprachige, 727 Polnischsprachige, 29 Deutschsprachige, 1227 waren griechisch-katholisch, 709 römisch-katholisch, 35 israelitisch und zwölf anderen Glaubens. Die Gemeinde Konstantynówka hatte 46 Häuser mit 282 Einwohnern, davon waren 271 Deutschsprachige, 11 Polnischsprachige, 11 römisch-katholisch, 4 israelitisch, 267 anderen Glaubens.
Nach dem Ende des Polnisch-Ukrainischen Kriegs 1919 kamen die Gemeinden zu Polen. Im Jahre 1921 hatte die Gemeinde Hostów 399 Häuser mit 1859 Einwohnern, davon waren 1078 Ruthenen, 765 Polen, vier Deutsche, zwölf Juden und sechzehn Ruthenen, 1127 griechisch-katholisch, 699 römisch-katholisch, 29 israelitisch und vier evangelisch. Die Gemeinde Konstantynówka hatte 31 Häuser mit 181 Einwohnern, davon waren 176 evangelischen Deutsche, 4 griechisch-katholischen Ruthenen, 1 römisch-katholische Pole.
Die Protestanten gehörten der helvetischen Pfarrgemeinde Baginsberg in der Evangelischen Superintendentur A. B. Galizien an. In der Zwischenkriegszeit gab es zwei Filialgemeinden der Gemeinde Kołomyja-Baginsberg in der Evangelischen Kirche Augsburgischen und Helvetischen Bekenntnisses in Kleinpolen, die im Jahr 1937 92 (Konstantynówka) bzw. 53 (Mogiła) Mitglieder hatten.
Im Zweiten Weltkrieg gehörte der Ort zuerst zur Sowjetunion und ab 1941 zum Generalgouvernement, ab 1945 wieder zur Sowjetunion, heute zur Ukraine. Die dann noch ansässigen Deutschen wurden 1940 infolge des Deutsch-Sowjetischen Grenz- und Freundschaftsvertrages umgesiedelt.